# Cementiri Municipal de Juià
El Cementiri Municipal de Juià és un recinte funerari situat a l'est del municipi, és una obra que forma part del noucentisme català, dissenyat per l'arquitecte noucentista Rafael Masó i Valentí (1880-1935). Forma part de l'Inventari del Patrimoni Arquitectònic Català.

## Descripció
El concepte de Rafael Masó i Valentí destaca per la senzillesa, racionalitat i ús de la proporció àuria. El cementiri té forma rectangular amb nínxols adossats i un camp mortuori ocupant la part central del recinte. Les mesures i proporcions de l'espai segueixen aquest principi i li aporten una sensació d'harmonia i equilibri. Inicialment, s'hi van plantar dues columnetes vegetals semicirculars formades per sis xiprers cadascuna; tot i això, aquests xiprers van ser tallats durant una reforma l'any 2012. L'arxiu municipal en guarda dos plans originals.
Tots els edificis, juntament amb la terrassa principal d'accés, estan distribuïts seguint les proporcions de la proporció àuria, el que reforça la coherència estètica del conjunt. En l’extrem nord-oest del cementiri hi ha un únic panteó, propietat de la família Gou. Tot i les modificacions que ha sofert des de la construcció, el recinte manté l'essència i les proporcions establertes per Rafael Masó.
Segons un estudi del 2007, l'obra era degradada i hi calen obres per conservar-hi l'esperit de Masó, fet malbé per intervencions ulteriors.

## Història
La necessitat de traslladar el cementiri parroquial, que era al costat de l’església de Sant Pere, va sorgir el juny de 1916 per raons de salubritat i capacitat. Era cent trenta-i-dos anys després del decret de Carlos III de 1784 que obligava a construir cementiris fora dels nuclis urbans. El cementiri parroquial era saturat i presentava greus problemes, que afectaven la qualitat de vida dels habitants del poble. Això va impulsar la cerca d'un lloc nou fora del nucli urbà, en terrenys cedits per la família Casellas Gou, que a canvi va rebre la construcció d'un panteó familiar.
Rafael Masó i Valentí va ser seleccionat com a arquitecte, i el seu disseny va ser aprovat per l'Ajuntament de Juià al febrer de 1917. La construcció del cementiri es va allargar fins a final de 1919. Es va construir el cementiri amb la col·laboració dels veïns de Juià que van participar en les obres mitjançant el sistema de prestació personal. Es van fer servir materials de finques properes. L'obra va costar 4831 pessetes el que serien uns 16.000 euros de 2024. El tot va ser finançat amb fons municipals, taxes pels drets de construcció (20ptes ≈ 65 euros de 2024) i un préstec de 1500 pessetes.
L'obra es va acabar a la darreria de l'any 1919 i el cementiri era llest per ser inaugurat, però un esdeveniment inesperat hi va marcar el primer enterrament. La mort sobtada de l’exalcalde Josep Martí i Massot va fer que fos el primer que hi va ser enterrat el 30 de gener de 1920. Aquest fet va donar un significat especial a l'estrena del recinte, estrenat en un moment de dol per a la comunitat. Tot i les circumstàncies, el cementiri va començar a funcionar com un espai dissenyat per oferir pau i dignitat als difunts, seguint la visió harmoniosa i funcional de Rafael Masó.